# João Mangabeira
João Mangabeira (Salvador, 26 de junho de 1880 — Rio de Janeiro, 27 de abril de 1964) foi um jurista, político e escritor brasileiro.

## Vida pessoal e carreira
Irmão do médico e poeta Francisco Mangabeira, e do político Otávio Mangabeira, pai do também jurista e político Francisco Mangabeira, e tio-avô do também jurista, político e filósofo Roberto Mangabeira Unger.  Entrou para a faculdade de Direito aos treze anos de idade. Apesar de pertencer a uma família numerosa, sem grandes recursos financeiros, conseguiu terminar seu curso jurídico aos dezessete anos.
Foi, então, advogar em Ilhéus. Segundo relato de Paulo Brossard, "iniciando-se a sessão anual do júri, entrava em julgamento um réu pobre e sem advogado. Para defensor, o juiz nomeou o dr. João Mangabeira, que lá se encontrava. Do processo, ele ignorava tudo. Mas, ouvindo o relatório do magistrado tudo guardou: nomes, páginas, pormenores.
E mal o promotor conclui a acusação, o jovem advogado de defesa, minutos antes designado, estraçalha a acusação, apontando-lhe contradições, corrigindo nomes, indicando páginas do processo que ele não chegara a manusear.
O réu foi absolvido…e, a partir de então, Ilhéus passou a acreditar no advogado que era pouco mais que uma criança e seu escritório passou a ter clientes".
Pouco depois, foi eleito deputado estadual e, em seguida, deputado federal. Foi quando se iniciava a campanha civilista e as circunstâncias aproximaram-no de Rui Barbosa, a quem haveria de seguir sempre.
Em 1923, quando Rui morre, é ele quem profere o discurso em homenagem ao mestre. No centenário de nascimento de Rui Barbosa (1949) foi o orador oficial da Câmara dos Deputados, quando pelo Senado falou o Senador Clodomir Cardoso (1879-1953)
Tornou-se em pouco tempo uma das figuras de maior destaque na Câmara dos Deputados. E, conceituado como parlamentar e como jurista, passou a figurar entre as altas expressões da inteligência do país.
Sua atuação política foi marcada pela defesa do socialismo. Proclamado segundo suplente na eleição de 1933 pela legenda "A Baía ainda é a Baía", foi constituinte em 1934. A luta contra a ditadura do Estado Novo lhe valeu 15 meses e meio de prisão. "Prefiro ficar preso por essa ditadura, a ficar livre, pactuando com ela", afirmou em 1936.
Em 1944 é convidado para ser paraninfo da turma de bacharelandos da Faculdade de Direito da Bahia. No dia da cerimônia, o general Pinto Aleixo, então interventor da Bahia, mandou um subordinado pedir a cópia do discurso que João Mangabeira estava para proferir. Respondeu, então, que jamais escreveu discurso algum, que sempre os tinha na cabeça, o que, de fato, era verdade. Este discurso do grande jurista iria ser irradiado para todo o Brasil. Mas Pinto Aleixo, em retaliação, mandou cortar a transmissão para as rádios assim que o discurso começou. Deste modo, só os presentes puderam ouvir ao vivo. Porém, no dia seguinte, através de sua memória prodigiosa, reproduziu o discurso na íntegra para um jornal de circulação nacional.
Com o final do Estado Novo, integrou a Esquerda Democrática (ED), grupo que atuava no interior da União Democrática Nacional (UDN), partido criado em 1945. Nas eleições desse ano conseguiu apenas uma suplência de deputado constituinte. No ano seguinte, a ED tornou-se partido político. Em 1947 foi eleito deputado federal por seu estado, pela ED, que passou a chamar-se Partido Socialista Brasileiro (PSB), do qual tornou-se presidente. Nas eleições presidenciais de 1950, vencida por Getúlio Vargas, encabeçou a chapa lançada pelo PSB, tendo recebido apenas 9.466 votos. Em jornal da época, João Mangabeira explica sua candidatura: "Os socialistas viram-se em face de uma triste realidade. Não tinham em quem votar. Todos os candidatos tinham entrado em conversas, confabulações ou barganhas com o partido integralista, e por isso mesmo assumido para com este os compromissos expressos ou implícitos que a honra impõe entre os companheiros de luta". Membro do Conselho Superior das Caixas Econômicas durante o governo de Juscelino Kubitschek (1956 - 1960), em 1958 candidatou-se ao Senado pelo Distrito Federal, mas não se elegeu.
A crise decorrente da renúncia do presidente Jânio Quadros (25 de agosto de 1961) resultou na adoção do parlamentarismo como condição para que os ministros militares permitissem a posse do seu substituto legal, o vice-presidente João Goulart. A instabilidade política foi a tônica da experiência parlamentarista. Com a renúncia do primeiro-ministro Tancredo Neves em junho de 1962, Francisco Brochado da Rocha o substituiu, nomeando João Mangabeira para a pasta de Minas e Energia. Empossado no final de julho, permaneceu apenas dois meses no cargo, em virtude de nova reorganização do gabinete.
Nesse período, Goulart defendia a antecipação do plebiscito destinado a escolher o sistema de governo. Em setembro, o Congresso marcou para 6 de janeiro de 1963 essa consulta popular e autorizou o presidente a formar um novo gabinete, que teve Hermes Lima como primeiro-ministro e Mangabeira na pasta da Justiça e Negócios Interiores. Realizado o plebiscito, o presidencialismo foi aprovado. Goulart deu início à formação do novo ministério, mas manteve João Mangabeira. Em 7 de junho de 1963, porém, ele se exonerou do cargo.
Morreu no Rio de Janeiro, em 27 de abril de 1964, menos de um mês após o golpe militar que derrubou João Goulart.